# 4098 Thraen
A 4098 Thraen (ideiglenes jelöléssel 1987 WQ1) egy kisbolygó a Naprendszerben. Freimut Börngen fedezte fel 1987. november 26-án.